# Boris Gjuderow
Boris Gjuderow (bulgarisch Борис Гюдеров, englische Transkription: Boris Gyuderov; * 12. Februar 1927 in Pernik; † 23. Mai 2001) war ein bulgarischer Volleyballspieler.

## Karriere
Gjuderow nahm als Kapitän der bulgarischen Nationalmannschaft dreimal an Weltmeisterschaften und fünfmal an Europameisterschaften teil und kam dabei viermal in Medaillenränge. 1964 erreichte er bei den Olympischen Spielen in Tokio Platz fünf. Mit seinem Verein Minjor Pernik wurde Gjuderow siebenmal bulgarischer Meister und erreichte 1965 das Endspiel im Europapokal der Landesmeister. 2019 wurde er in die „Volleyball Hall of Fame“ aufgenommen.